# Hilderik
Hilderik (circa 460 - 533) was de op een na laatste koning van de Vandalen en Alanen. Hij heerste van 523 tot 530, hij was een kleinzoon van de legendarische koning Geiserik en van de Romeinse keizer Theodosius de Grote een achterkleinzoon. Zijn vader was Geiseriks zoon Hunerik en zijn moeder Eudocia, de dochter van de Romeinse keizer Valentinianus III. Hilderik speelde een belangrijke rol in de ondergang van het Vandalenrijk in Afrika.

## Geschiedenis
Ondanks zijn beroemde familie was Hilderik niet populair bij zijn onderdanen. De meeste Vandalen waren fervente aanhangers van het Arianisme, een stroming binnen het christendom. Hilderik daarentegen was katholiek, hij praktiseerde het geloof van zijn moeder en veroorzaakte daarmee weerzin. Daar kwam bij dat Hilderik ook homoseksueel was, waarop een groot taboe heerste.
Hilderiks uitstekende banden met het Romeinse Rijk werden de Vandalen uiteindelijk noodlottig, toen de keizers Justinus I en Justinianus I bij de Vandaalse heerser aandrongen het katholicisme te bevoorrechten boven het arianisme. Hilderik stond toe dat een nieuwe katholieke bisschop werd geïnstalleerd in de Vandaals hoofdstad Carthago. Hilderik had zich gedurende zijn bewind nooit om het Vandaalse leger bekommerd. Vanwege zijn leeftijd, hij was aardig op leeftijd toen hij het koningschap verwierf, liet hij het uitvoeren van militaire operaties liever over aan zijn jongere familieleden. Dit laatste werd hem uiteindelijk noodlottig, want in het zevende jaar van zijn regering leidde zijn achterneef Gelimer, een opstand van de Vandalen. Gelimer was een fanatieke aanhanger van het Arianisme, en wist in naam van het geloof het volk en leger te mobiliseren. Hilderik werd door Gelimer aan de kant gezet en deze bevoorrechte opnieuw het Arianisme als officiële religie van de Vandalen en Alanen.
De Romeinse keizer Justinianus protesteerde tegen de opstand van Gelimer en eiste de terugkeer van Hilderik op de troon. Toen Gelimer hieraan weigerde gevolg te geven verklaarde de keizer de Vandalen de oorlog en startte met voorbereidingen van de herovering van Noord-Afrika. Gelimer liet daarop Hilderik vermoorden.